# ديبورا باكستر
ديبورا باكستر (بالإنجليزية: Deborah Baxter)‏ هي ممثلة بريطانية، ولدت في 1953.

## وصلات خارجية
- ديبورا باكستر على موقع IMDb (الإنجليزية)
- ديبورا باكستر على موقع قاعدة بيانات الفيلم (الإنجليزية)